# 니르 오즈

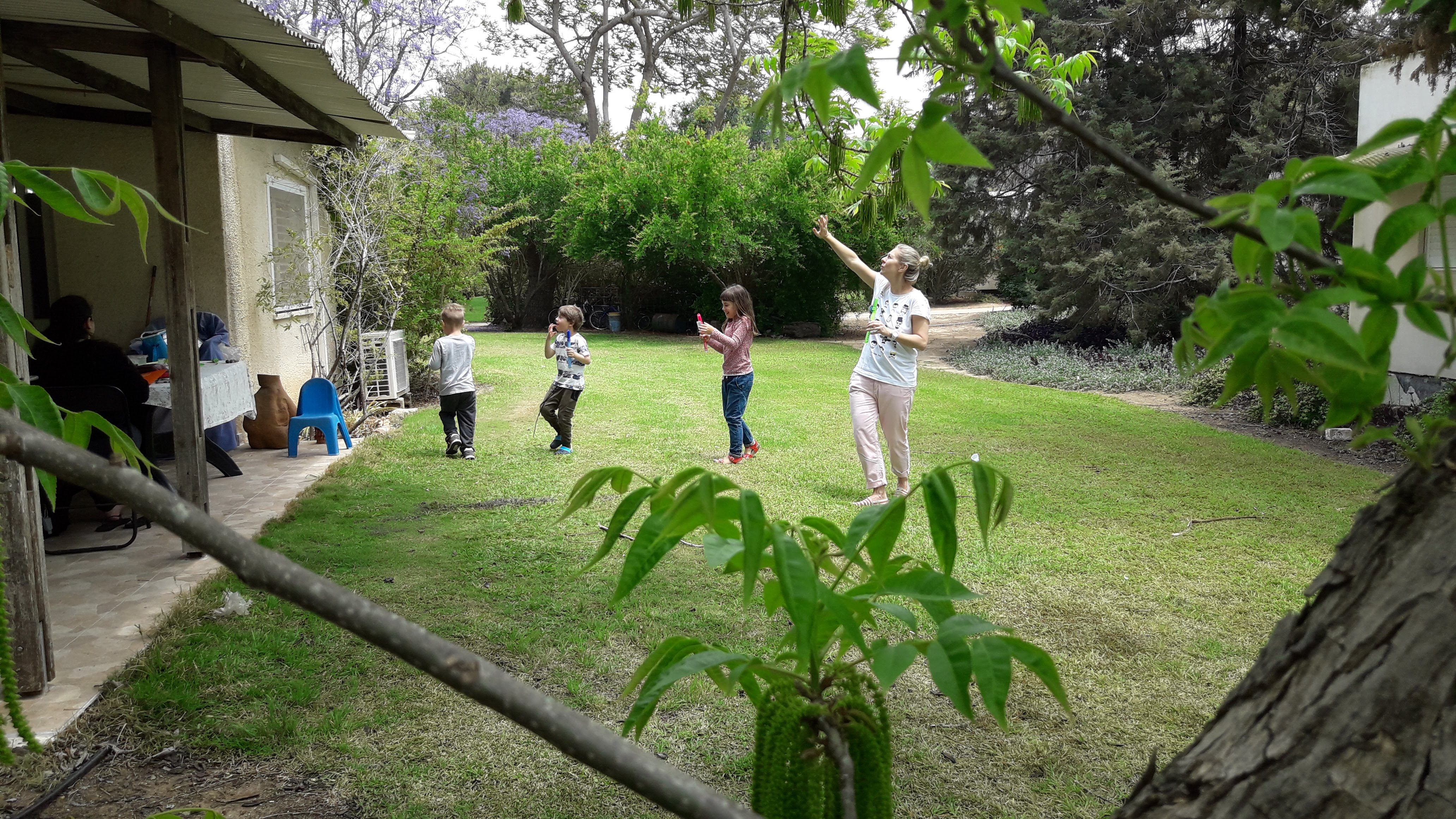

니르 오즈(Nir Oz, 히브리어: נִיר עֹז,)는 이스라엘 남부에 있는 키부츠이다. 네게브 사막 북서부에 위치하며 마겐과 니림 사이에 있으며 20,000 두남에 달한다. 니르 오즈는 에슈콜 지역 의회의 관할 하에 있다. 2016년 인구는 398명이었다. 이 키부츠는 저수량 집약형 경관을 개발하여 해당 지역을 녹화했다.
팔레스타인 무장 단체인 하마스는 2023년 10월 7일 이른 시간에 이 키부츠를 침공하여, 학살을 자행했고, 니르 오즈 주민의 약 4분의 1이 사망하거나 인질로 잡혔다.

## 역사

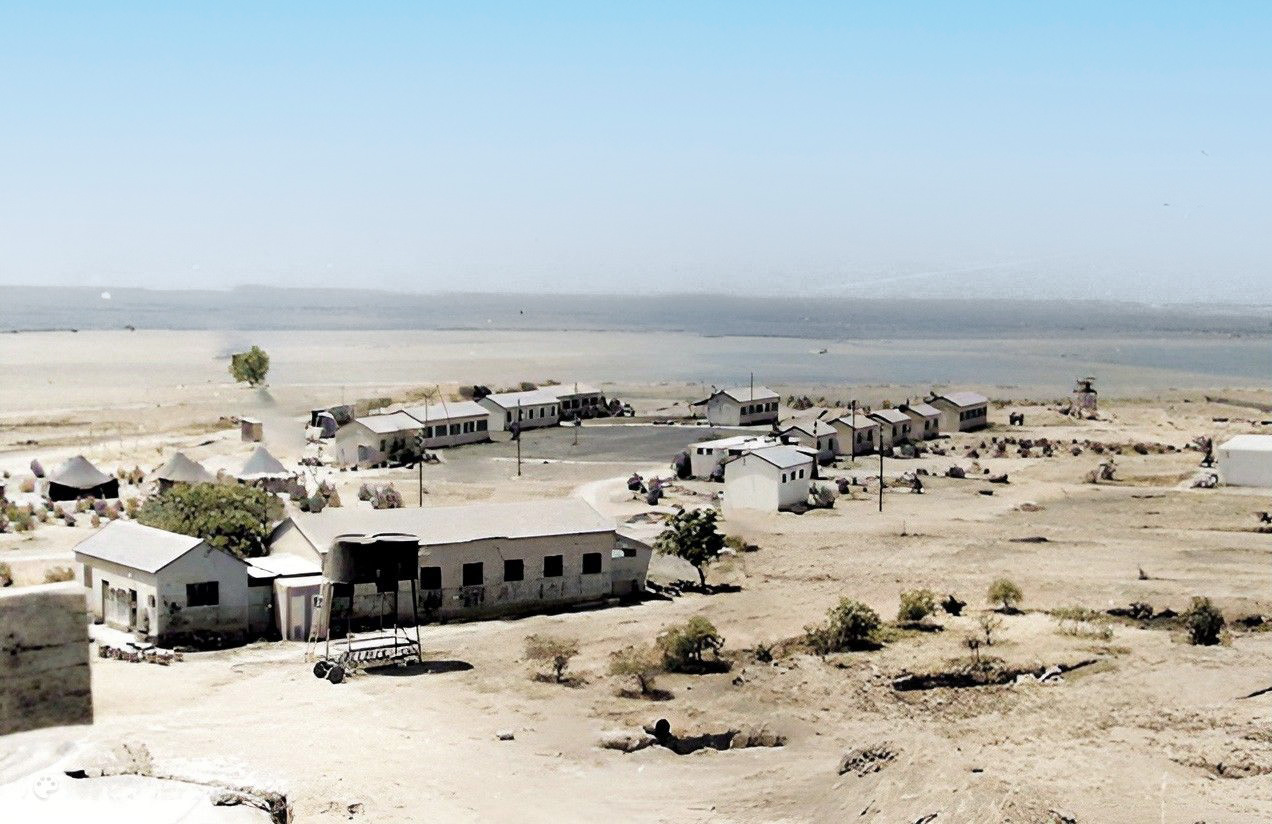
1955년의 니르 오즈

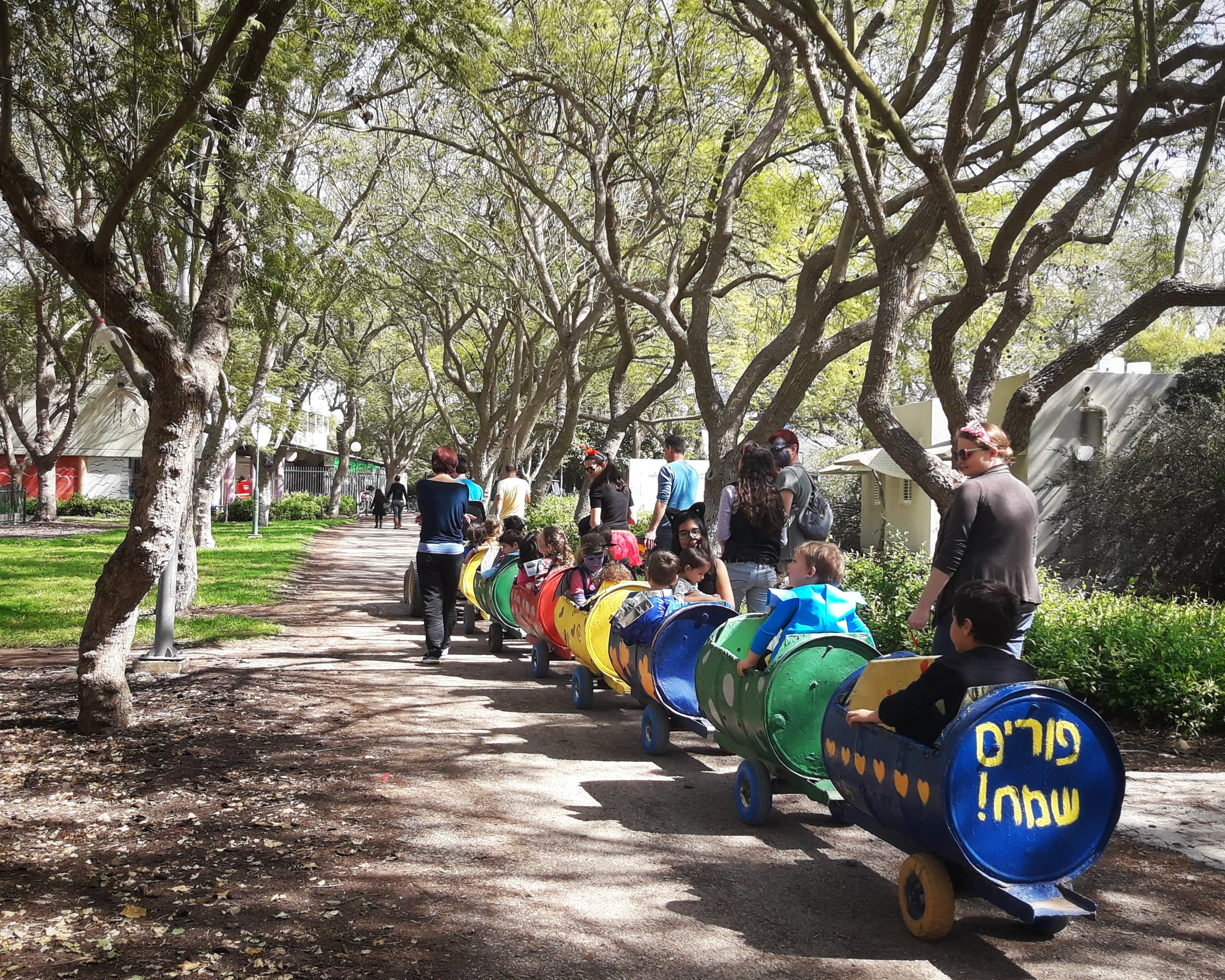
부림절 2018년의 니르 오즈

1948년 팔레스타인 전쟁 이전에는 이 땅은 팔레스타인 마을 마인 아부 시타에 속했다. 니르 오즈는 1955년 10월 1일에 최초의 나할 정착지 중 하나로 세워졌다. 이곳은 팔레스타인 침입으로부터 니림과 니르 이츠하크 사이 지역을 보호하기 위한 군사 전초기지로 설립되었다. 좌익 시오니스트 하시메르 하차이르는 1957년 5월 니르 오즈를 인수했으며, 70명의 회원으로 구성된 창립 그룹을 이끌었다. 여기에는 오데드 리프시츠도 포함되었다. 가자 출신 팔레스타인인들은 키부츠에서 일하며 나중에 10월 7일 공격으로 손상된 많은 건물을 지었다.
이스라엘의 가자 지구 철수 이후, 니르 오즈는 다시 "국경 정착지"가 되었고 가자 지구로부터 로켓 및 저격 공격을 자주 받았다. 2008년에 이스라엘 방위군은 키부츠에 공격 위험을 줄이기 위해 밤에 감자를 수확하도록 요청했다. 2008년 6월 5일, 가자 지구에서 발사된 박격포탄이 키부츠에 있는 니르라트 페인트 공장을 강타하여 직원 한 명이 사망하고 네 명이 부상당했다. 하마스는 이 공격의 책임을 주장했다. 2013년에는 니르 오즈 근처에서 가자에서 이어진 터널이 발견되었다. 제임스 퍼거슨은 2023년 책에서 이 마을에 "각각 67톤에 달하는 자체 방공호"가 여러 개 있다고 보고했다.
2021년, 키부츠는 민영화하기로 투표했다. 주민들은 대부분 진보적이었고 베냐민 네타냐후 연합과 관련된 정당에는 투표하지 않았다. 가자 전쟁 이전에 일부 주민들은 가자에서 이스라엘로 의료 치료를 받으러 가는 팔레스타인인들을 수송하는 자원봉사를 했다.

### 2023년 하마스 공격

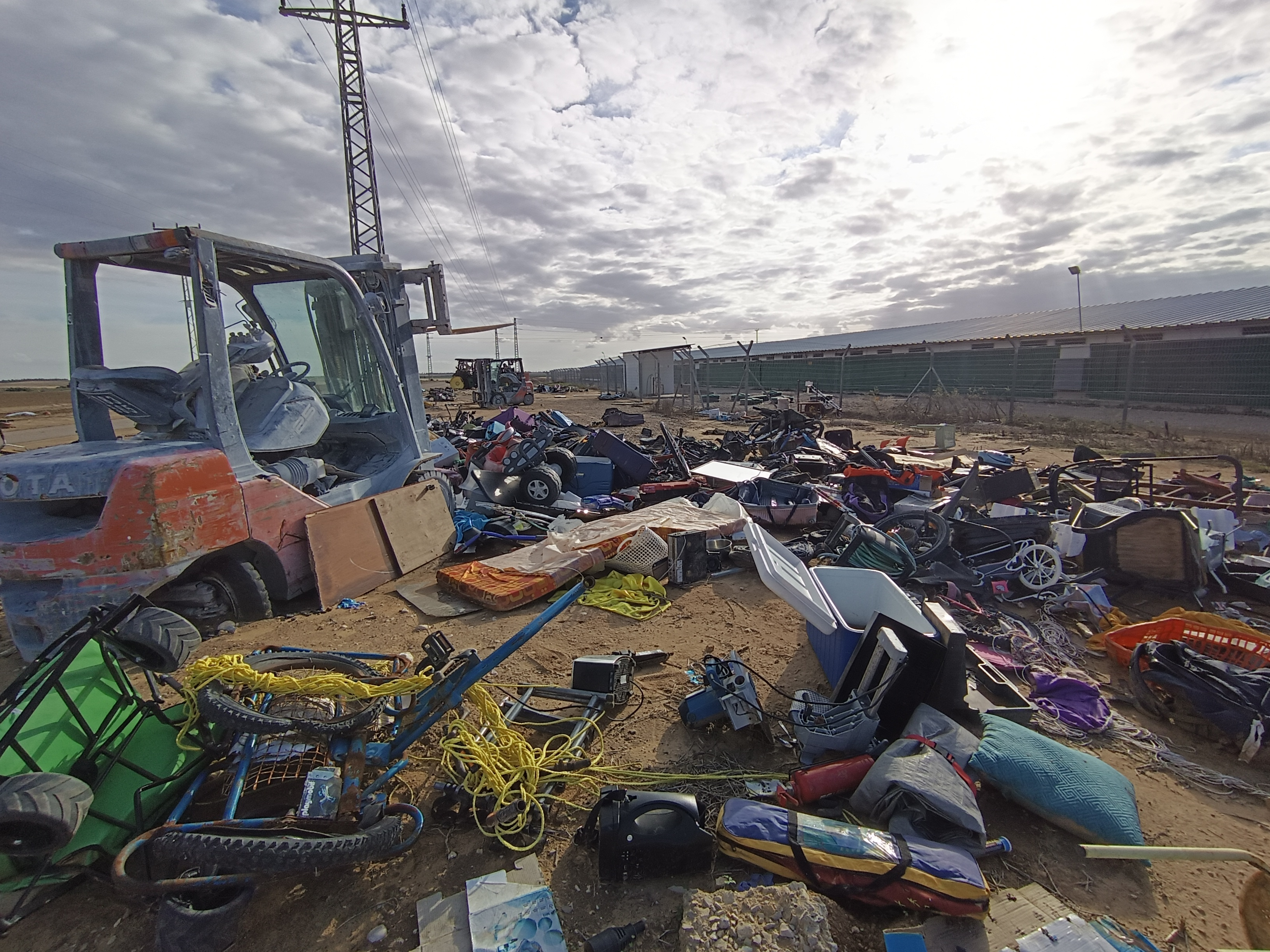
팔레스타인인들이 약탈하여 근처 밭에 버린 키부츠 물품

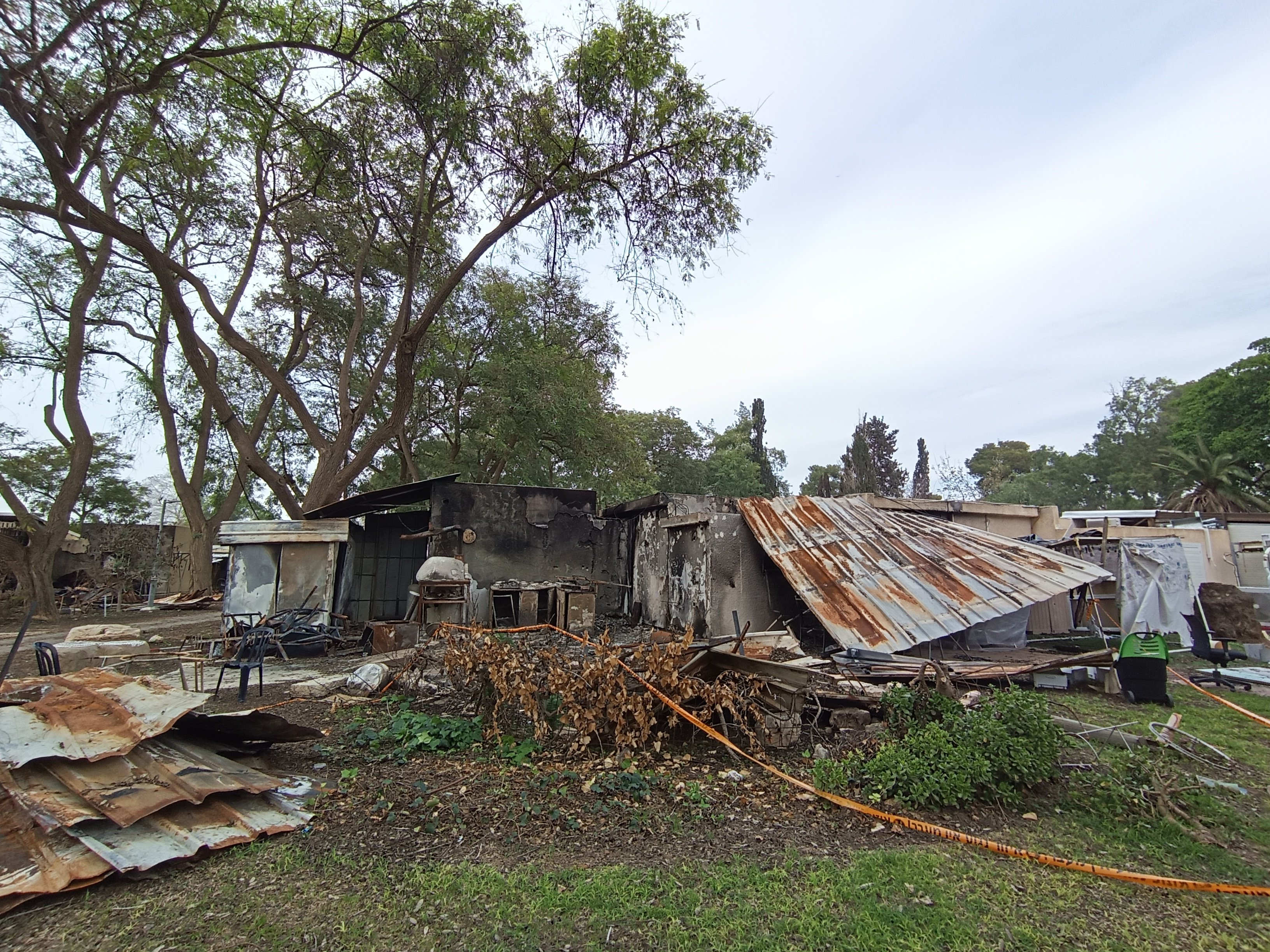
10월 7일 하마스에 의해 불에 탄 집

인구 비율로 볼 때, 니르 오즈는 10월 7일 공격에서 가장 높은 사망자 수를 기록했다. 니르 오즈 주민 400명 중 약 4분의 1이 사망하거나 납치되었다. 10월 7일에 잡힌 모든 인질의 약 3분의 1이 니르 오즈 출신이었으며, 여기에는 비바스 가족과 오데드 리프시츠가 포함되었다. 이스라엘 방위군은 공격이 끝난 후 최소 40분 뒤에 현장에 도착했다. 생존한 키부츠 회원들은 에일라트로 대피했다. 2024년 1월, 많은 이들이 키르야트 갈로 이주했다.
하마스 공격으로 피해를 입은 이스라엘 공동체의 재건을 책임지는 당국은 니르 오즈를 완전히 재건하는 데 2년이 걸릴 것으로 추정했다. 2025년 3월 현재, 단 8명의 주민만이 돌아왔고 이스라엘 정부의 자금 부족으로 인해 키부츠는 아직 재건 계획을 세우지 못했다.

## 경제
니르 오즈는 농업 기업, 페인트 공장, 엔지니어링 회사를 보유하고 있다. 아스파라거스의 주요 재배지로 알려져 있다. 키부츠는 2023년 하마스 공격 중에 탈출하거나 풀려나서 지금은 자유롭게 돌아다니는 칠면조 무리를 키우고 있었다. 농업 노동자들은 한때 가자인이었으나, 최근 몇 년 동안은 태국 출신 노동자들이 고용되었다.
2023년 현재, 키부츠는 생태관광 목적지로 스스로를 마케팅하기 시작했다. 농학자 란 파우커는 키부츠의 사막에 적합한 900종의 식물에 대한 정보를 제공할 예정이었다. 란 파우커는 2001년 책 중 한 장의 공동 저자이며, 이 책은 적절한 조경 설계를 통해 사막화 (때로는 오아시스화)와 싸우는 방법에 대해 다루고 있다.
식수는 아슈켈론의 해수담수화 플랜트에서 공급된다. 관개는 샤프단 하수 처리 플랜트의 재활용된 물로 이루어진다 (샤프단에 대한 자세한 내용은 여기 참조).

## 생태계
1960년, 니르 오즈는 키부츠 토지 27 에이커 (110,000 m2)에 장기적인 물 절약 정원 가꾸기 프로젝트를 시작했다. 약 750종의 가뭄 저항성 식물이 시험되었다. 조경가 하임 카하노비치(Hayyim Kahanovich)가 설계한 이 정원은 국가 중앙 및 북부 지역에서 사용되는 물의 50%만을 사용한다. 이 프로젝트는 네게브 벤구리온 대학교와 협력하여 진행되며, 전국의 연구원, 정원사, 교사, 학생들을 위한 연구 및 관찰 장소로 활용된다.
2011년에 이 부지는 서부 네게브 사막에서 나무 덮개를 늘리기 위한 이스라엘의 유칼립투스속 심기 프로그램을 통해 가자 지구에서 발생할 수 있는 공격의 시야선을 줄이기 위한 프로그램의 일부였다. 2023년까지 키부츠는 남아프리카, 남아메리카, 바하칼리포르니아주에서 수입된 씨앗으로 재배한 65종의 유칼립투스를 보유하고 있었다.

## 저명한 인물
- 해나 카치르 (1948–2024), 유치원 교사 및 인질 생존자
- 오데드 리프시츠 (1940-2023), 언론인
- 알렉스 단치그 (1948-2024), 역사가

## 같이 보기
- 키부츠 목록
- 사막을 꽃피우다